# X성을 가진 여자
"X성을 가진 여자"는 한국에서 제작된 장두희 감독의 1991년 영화이다. 김선영 등이 주연으로 출연하였다.

## 출연

### 주연
- 김선영
- 이성훈
- 장두희

## 기타
- 원작자: 김창현
- 조명: 장기종